# Spirorbis quasimilitaris
Spirorbis quasimilitaris är en ringmaskart som beskrevs av Bailey 1970. Spirorbis quasimilitaris ingår i släktet Spirorbis och familjen Serpulidae. Inga underarter finns listade i Catalogue of Life.